# ノハラツグミ

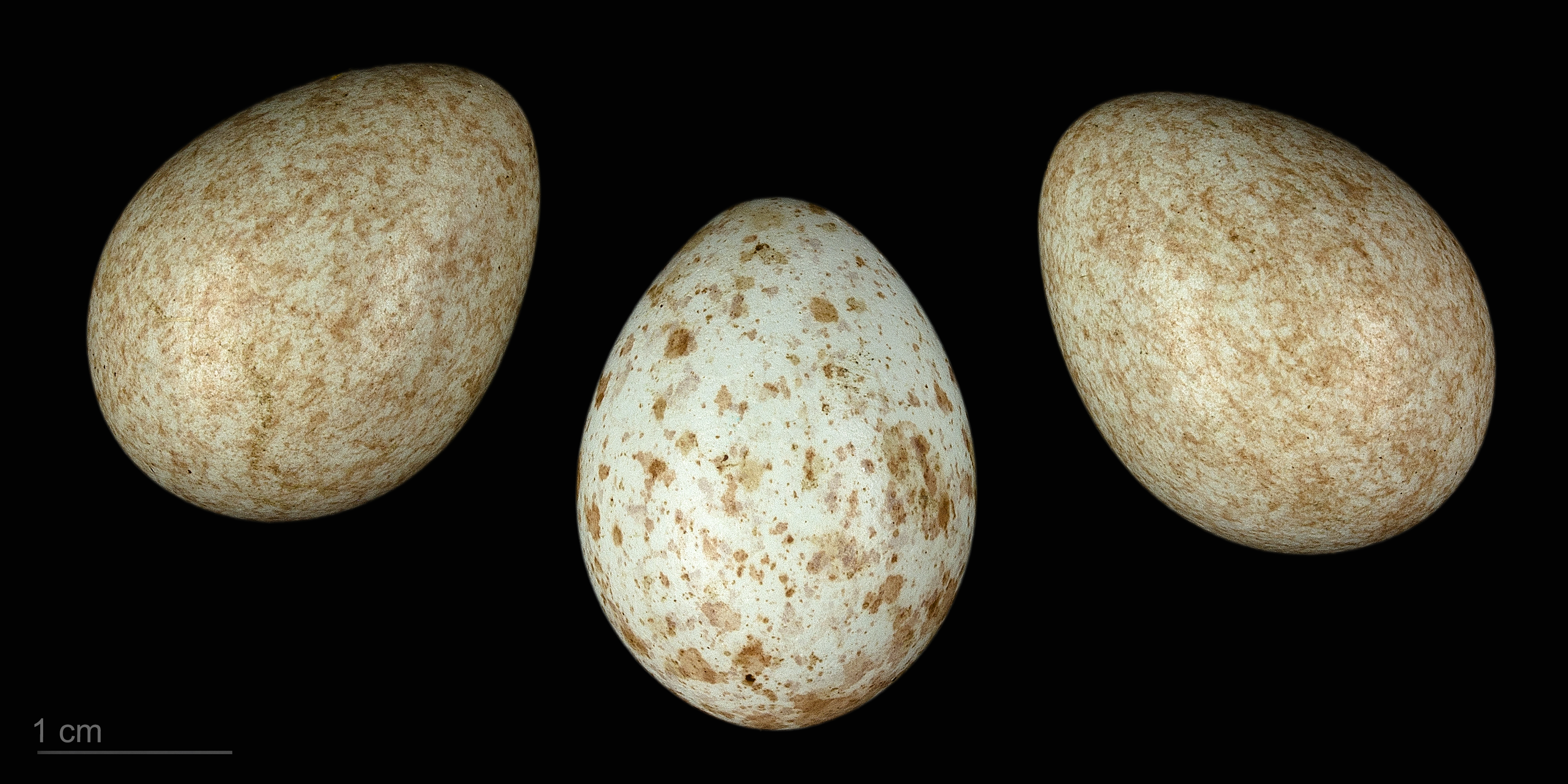
Turdus pilaris

ノハラツグミ（学名：Turdus pilaris）は、スズメ目ツグミ科に分類される鳥類の一種。

## 生息地
北部ヨーロッパからシベリア中西部、バイカル湖付近で繁殖し、冬期はヨーロッパ中南部、トルコからイラン方面に渡り越冬する。ロシア西部からドイツ北部では、留鳥として生息する。
日本ではまれな迷鳥である。1960年に長野県で観察されたのが唯一の記録とされてきたが、その後北海道、埼玉県、神奈川県で数回記録されている。

## 形態
体長約26cm。ツグミよりやや大きい。

## 生態
農耕地や草原など、明るく開けた地域に生息する。分布地では、市街地の公園などでもよく見かける。